# Wembley
Wembley (IPA: /ˈwɛmbli/) è un quartiere di Londra, capitale del Regno Unito.
Amministrativamente si trova nel sobborgo di Brent, a circa 13 km nord-ovest di Charing Cross.
La popolazione di Wembley è a maggioranza indiana, ma sono presenti anche numerosi asiatici e irlandesi.
È servita dalla linee dell'underground Bakerloo line (Wembley Central, North Wembley), dalla Jubilee line e dalla Metropolitan line (Wembley Park). È servita inoltre da una linea dell'Overground.
Il commercio è gestito nella maggioranza dei casi da indiani. Le catene commerciali presenti hanno una composizione di personale più eterogenea, anche se la maggior parte dei dipendenti è di origine indiana.
La biblioteca principale è "Town Hall Library" situata presso la sede del London Borough of Brent, mentre l'altra biblioteca è "Ealing Road Library" situata nella medesima via.
Questo sobborgo fu scelto nel 1920 per ospitare La British Empire Exhibition, l'esposizione coloniale dell'Impero britannico del 1924-25, da cui rimasero alcune imponenti costruzioni, quali i palazzi dell'Industria e della Tecnologia che per l'epoca rappresentavano le strutture in cemento armato più grandi al mondo, e l'Empire Stadium, in seguito noto come Wembley Stadium, il quale ha ospitato numerosi eventi olimpici di calcio. Altri eventi olimpici (badminton e ginnastica ritmica) sono stati ospitati nella Wembley Arena, situata a poche decine di metri dal più famoso stadio.